# Лущильник

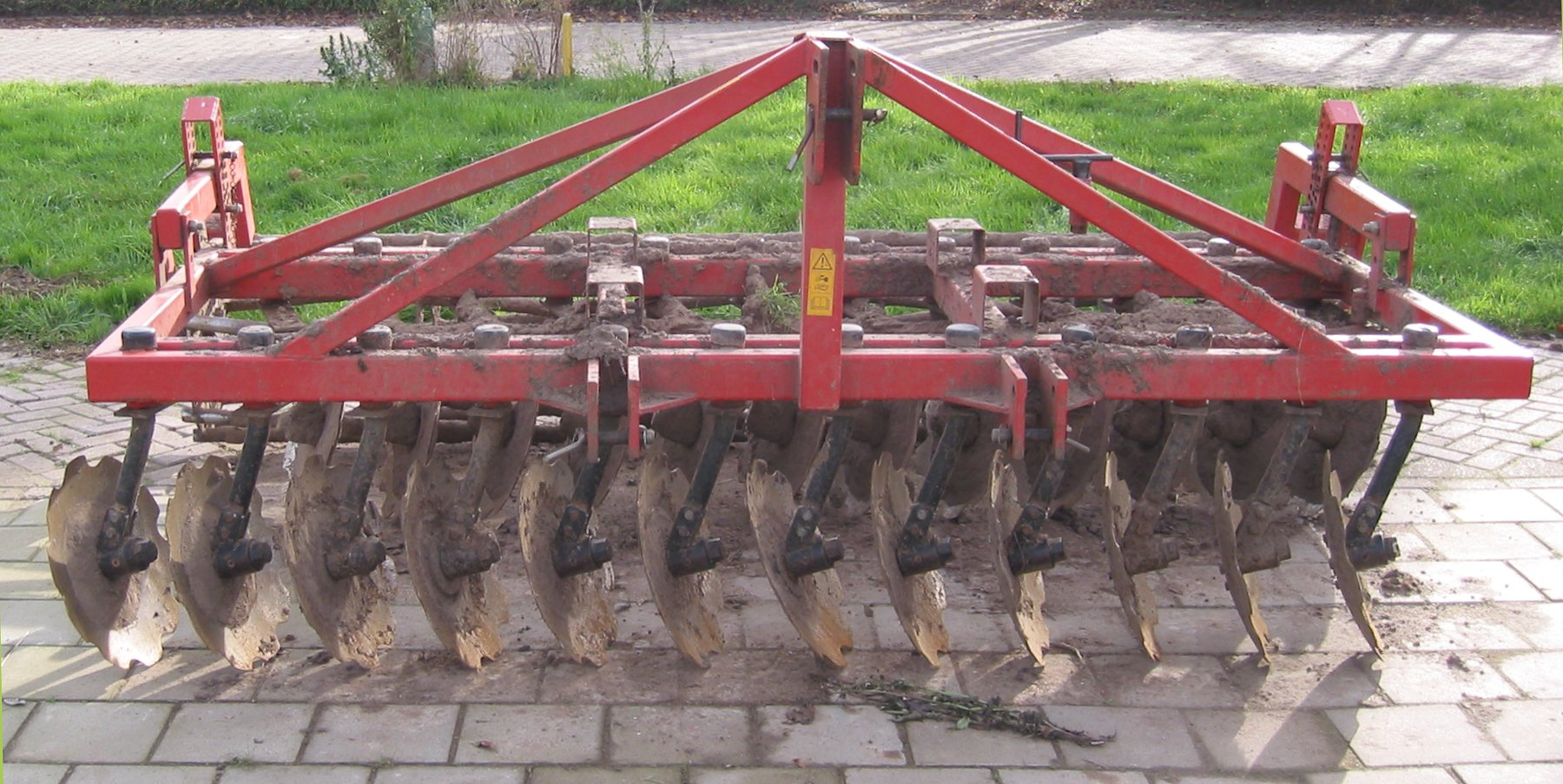
Лущильник чи Дискова борона. Зовнішній вигляд

Лущильник, дискова борона, дисковий культиватор — як правило, причепний, рідше навісний агрегат, який виконує лущення ґрунту і стернових рослинних залишків.

## Принцип дії
На відміну від традиційної оранки, яка виконується площинними плугами, при чому глибина верхнього шару ґрунту, що зрушується чи перевертається, може досягати 30-35 см, лущіння відбувається без відвалу і перевертання ґрунту на глибину до 8-12 см. Лущіння належить до класу мінімальної чи заощадливої ґрунтообробки. Лущильники бувають дискові та лемішні. Дисковими лущильниками обробляють ґрунт на глибину 4 — 10 см, а лемішними — на глибину до 12 см.
Як зрозуміло із малюнка, на рамі розташовуються рядами диски-«тарілки» специфічної форми, при чому напрям їх розташування є зустрічним. Напрям може мінятися по рядах, а можуть чергуватися диски різних напрямків в одному ряду. Рама і диски мають значну масу. При русі трактора відбувається перемелювання часток ґрунту і рослинних (пожнивних) залишків. Форма дисків і кут атаки входження в ґрунт варіюються у різних виробників. Специфічна форма лущильних дисків збільшує ефективність подрібнення грудок ґрунту і перемішування розпушеного ґрунту з подрібненими рослинними залишками.

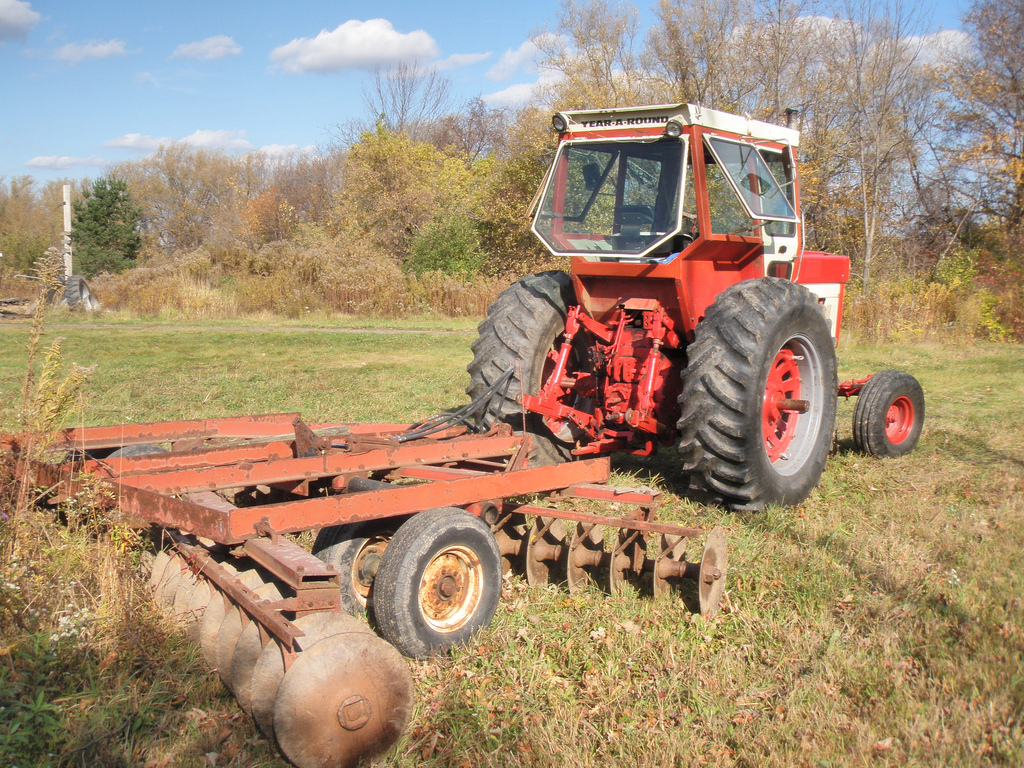
Лущильник. Варіант

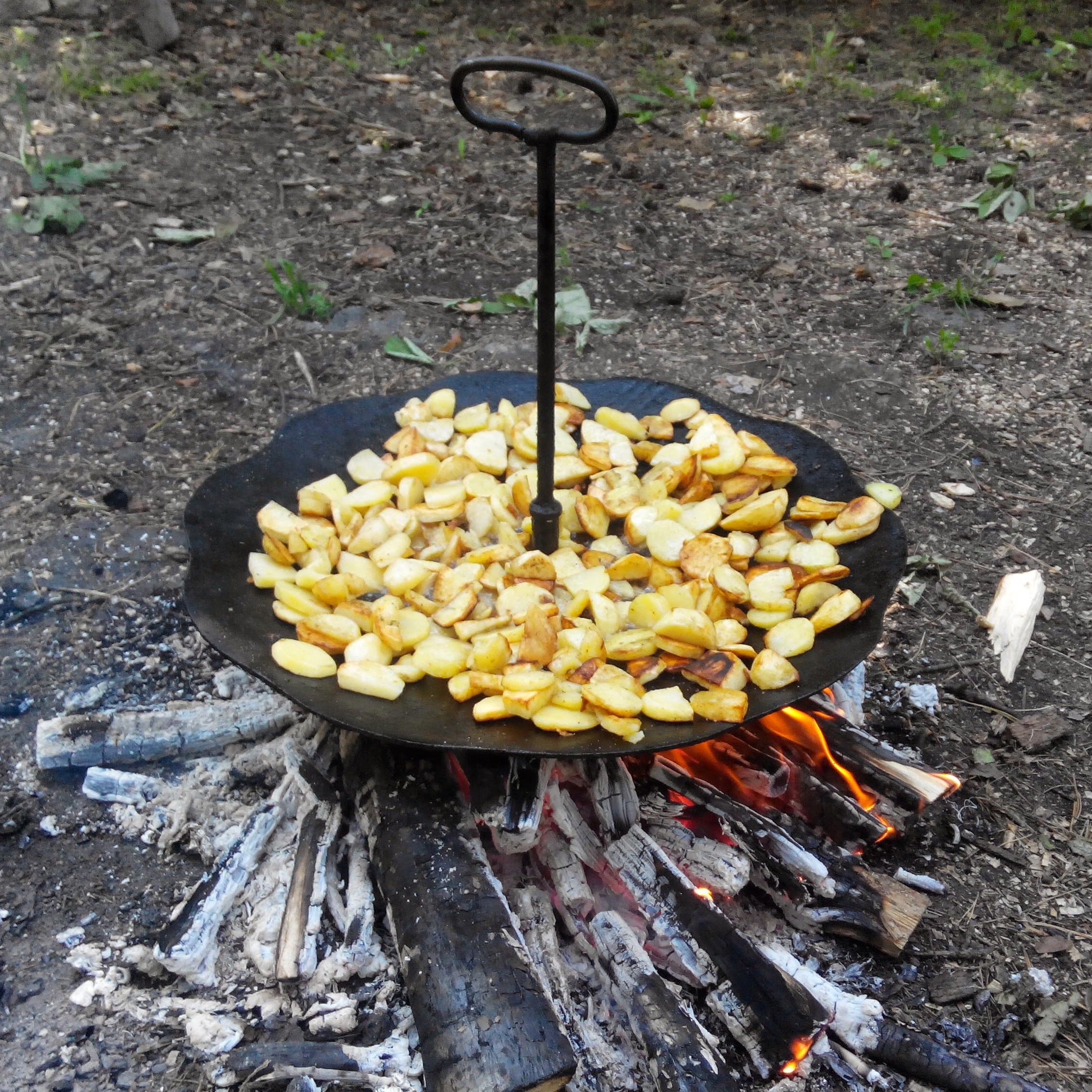
Дискова пательня, виготовлена із борони лущильника

## Переваги
Ефективність цього способу ґрунтообробки полягає у:
- зниженні затрат на паливно-мастильні матеріали, в порівнянні з оранкою;
- при лущенні не відбувається утворення розори і борозни, лишається гладенький посівний стіл;
- перемелені із ґрунтом рослинні залишки додатково мінералізують ґрунт;
- відбувається менший вплив на мікрофлору верхнього родючого шару, аніж під час традиційної оранки.

Лущильники можуть доповнюватися ґрунтоподрібнювальними котками чи зубчастими боронами. Дехто[хто?] котки також називає лущильниками. Окремі виробники обладнують котки дисками схожої на лущильники форми, таким чином створюється універсальний агрегат, що поєднує властивості лущильника і прикотного котка. У цьому випадку не можливо збільшити глибину лущення. Вона складає, як правило, 4-6 см. Лущіння ґрунту може виконуватися як підготовча до оранки операція, а може застосовуватися, як самостійний вид ґрунтообробки перед сівбою із застосуванням сівалок точного висіву.

## Сучасні дискові лущильники— конструкція, режими роботи та агрономічний ефект

#### Призначення
Швидке післяжнивне лущення (2–14 см) зберігає 20–40 % вологи у верхньому шарі ґрунту, стимулює дружнє проростання падалиці й бур'янів та запускає мінералізацію органічних решток, що знижує інфекційне навантаження на наступну культуру

#### Діапазон розмірів і потужності
Агрегати випускаються від 1,8 до 18 м робочої ширини; найбільші складані моделі потребують 350—650 к. с., але транспортуються в габарит 3 м

#### Робочі органи
- Два ряди зубчастих або агресивних дисків діаметром 520—620 мм у Х-подібній схемі усувають боковий зсув і забезпечують рівномірне підрізання стерні
- Стійки закріплені гумовими амортизаторами, що гасить удари на швидкості 10–15 км/год і практично не потребує мастила
- Додатково встановлюють передній ріжучий вал або вирівнювальну планку для більш інтенсивного здрібнення залишків

#### Енергетика та продуктивність
Дослідження на суглинках показали паливну витрату 2,8–6,0 л/га залежно від глибини 5–12 см і швидкості 8–14 км/год; продуктивність широкозахватних агрегатів сягає 15–20 га/год. Практичні тести в господарствах фіксують добову виробітку 100—140 га при тяговому навантаженні 25–33 кВт·м⁻¹

#### Агрономічні переваги та обмеження
- Поверхневе перемішування стерні з ґрунтом збільшує площу контакту органіки й мікробіоти, що прискорює розкладання
- Після лущення створюється вирівняне, ущільнене котками насіннєве ложе для озимого посіву
- На полях із багаторічними бур'янами або дуже твердим підґрунтям потрібне повторне оброблення глибшим культиватором, аби уникнути ущільнення «плужної підошви»